# Индипендънс (Мисури)
Вижте пояснителната страница за други населени места с името Индипендънс.
Индипендънс (на английски: Independence) е град в щата Мисури, Съединени американски щати, административен център на окръг Джаксън. Намира се на 12 km източно от центъра на Канзас Сити. Населението му е 117 306 души (по приблизителна оценка от 2017 г.).
В Индипендънс е родена и умира Бес Труман (1885 – 1982), съпруга на политика Хари Труман.